# Siège de Barbastre
Le Siège de Barbastre est une chanson de geste du cycle de Guillaume d’Orange. Composée au XIIe – XIIIe siècle, elle compte 7 400 vers.